# Dorothée Pousséo
 (décembre 2022).
Dorothée Pousséo est une actrice et directrice artistique française née le 13 février 1979 à Paris. Spécialisée dans le doublage depuis son plus jeune âge, elle est la voix française régulière des actrices Margot Robbie, Mary-Kate et Ashley Olsen, Lacey Chabert, Piper Perabo, Elsa Pataky, Jennifer Finnigan, Lindsay Pulsipher, Rachel Miner et Annabelle Wallis.
Elle est aussi une voix phare de l'animation en ayant prêté sa voix à de nombreux personnages comme Vanellope dans Les Mondes de Ralph, Dee-Dee dans Le Laboratoire de Dexter, Adamaï dans Wakfu, Horace dans Kid Paddle, Diana Lombard dans Martin Mystère mais également Mandy dans Billy et Mandy, aventuriers de l'au-delà. Dans le jeu vidéo, elle est connue pour être la voix de Tracer dans Overwatch.
Elle est la voix off de Disney Channel depuis les années 2000.

## Biographie
Enfant, elle est remarquée dans un casting par le metteur en scène Pierre Boutron, et joue à 8 ans dans Le Malade imaginaire aux côtés de Michel Bouquet. Elle suit des cours de théâtre pendant 12 ans, et des cours de danse classique à l'Opéra de Paris.
En mars 2022, elle participe à la Gruchet Geek convention, où elle fait la rencontre de l'association Star Wars Normandy. Elle se prit d'affection pour cette association caritative qui vient en aide aux enfants hospitalisés, et devient alors leur marraine officielle.
En mai 2023, elle a confié au média Eklecty-City qu’elle avait été particulièrement marquée par le doublage du film Ray. Elle prête sa voix à la comédienne Sharon Warren, qui incarne la mère de Ray Charles dans les flashbacks. Elle explique que la comédienne avait une telle force en elle qu’elle ne savait plus où puiser pour faire honneur à son jeu.

## Théâtre
- 1987 : Le Malade imaginaire de Molière, mise en scène de Pierre Boutron, Théâtre de l'Atelier (Paris)
- 2012 : Réactions en chaîne d’Éric Carrière, Smaïn et Jean-Marc Longval, mise en scène de Marion Sarraut, Théâtre Rive Gauche (Paris)

## Filmographie

### Cinéma
- 2001 :  Absolument fabuleux de Gabriel Aghion : la serveuse en roller
- 2001 : Les Rois mages de Bernard Campan et Didier Bourdon : Vanessa
- 2013 : Mohamed Dubois d'Ernesto Oña : Aurélie Fernandez
- 2015 : Pourquoi j'ai pas mangé mon père de Jamel Debbouze : Myrtille (voix)
- 2017 : Problemos d'Éric Judor : Philippine
- 2020 : Connectés de Romuald Boulanger : Marie
- 2021 : The Police, court-métrage de Léo Faure : Caroline
- 2023 : Double Foyer de Claire Vassé : Chloé
- 2024 : On fait quoi maintenant ? de Lucien Jean-Baptiste : Florence

### Télévision
- 1989 : Les Compagnons de l'aventure : Michel
- 1990 : Une famille formidable : la jeune fille qui écrit la lettre anonyme à Marc
- 1991 : Archibald : Lorrie
- 1996 : La Philo selon Philippe : Bernadette
- 2000 : Une femme d'honneur, épisode Samedi soir (4.1) : Christelle
- 2002 : Quai no 1, épisode 24 heures, gare du Nord
- 2007 : Les Bonnes Fêtes (programme court)
- 2007 : Off Prime : Julie
- 2010 : Trop la classe verte ! : Béatrice
- 2010 : Les Invincibles (saison 2)
- 2013 : Y'a pas d'âge (saison 1, 1 épisode)
- 2013 : Camping Paradis, épisode Dancing Camping (5.3) : Karine
- 2013-2017 : Mère et Fille : Catherine dite Tata Cocotte
- 2017 : Cut ! (saison 5) : une policière
- 2018 : Munch, épisode Une mère courage (2.4) : Mme Fresnoy
- 2021 : La Guerre des trônes (saison 5) : Marie Leszczynska
- 2022 : Tous Inconnus de Nicolas Hourès : elle-même
- 2024 : Demain nous appartient : Cécile Hervieux

### Clips
- 2017 : Overwatch Rap Battle de Squeezie : Tracer (voix)

### Internet
- 2017-2018 : L'Épopée temporelle de Cyprien : Iris
- depuis 2019 : Les Histoires à Dodo Rmirdebout
- depuis 2021 : Les Castés : Jessica

## Doublage
Note : Les dates en italique correspondent aux sorties initiales des films dont Dorothée Pousséo a assuré le redoublage ou le doublage tardif.

### Cinéma

#### Films
- Margot Robbie dans :
  - Le Loup de Wall Street (2013) : Naomi Lapaglia
  - The Big Short : Le Casse du siècle (2015) : elle-même
  - Whiskey Tango Foxtrot (2016) : Tanya Vanderpoel
  - Tarzan (2016) : Jane Porter
  - Suicide Squad (2016) : Dr Harleen Quinzel / Harley Quinn
  - Moi, Tonya (2018) : Tonya Harding
  - Terminal (2018) : Annie/Bonnie
  - Scandale (2019) : Kayla Pospisil
  - Dreamland (2019) : Allison Wells
  - Birds of Prey et la Fantabuleuse Histoire de Harley Quinn (2020) : Dr Harleen Quinzel / Harley Quinn
  - The Suicide Squad (2021) : Dr Harleen Quinzel / Harley Quinn
  - Babylon (2022) : Nellie LaRoy
  - Barbie (2023) : Barbie
- Mary-Kate Olsen dans :
  - Recherche maman désespérément (1998) : Tess Tyler
  - Aventures à Paris (1999) : Melanie Porter
  - Liées par le secret (2000) : Maddie Parker
  - Destination Londres (2001) : Chloe Lawrence
  - Vacances sous les tropiques (2001) : Madison Stewart
  - Route et Déroute (2002) : Kylie Hunter
  - Un été à Rome (2002) : Charlotte « Charli » Hunter
  - Le Défi (en) (2003) : Shane Dalton
  - Une journée à New York (2004) : Roxy Ryan
  - Sortilège (2011) : Kendra
- Ashley Olsen dans :
  - Recherche maman désespérément (1998) : Emily Tyler
  - Aventures à Paris (1999) : Allyson Porter
  - Liées par le secret (2000) : Abby Parker
  - Destination Londres (2001) : Riley Lawrence
  - Vacances sous les tropiques (2001) : Alex Stewart
  - Route et Déroute (2002) : Taylor Hunter
  - Un été à Rome (2002) : Leila Hunter
  - Le Défi (en) (2003) : Elizabeth « Lizzie » Dalton
  - Une journée à New York (2004) : Jane Ryan
- Elsa Pataky dans :
  - Fast and Furious 5 (2011) : Elena Neves
  - Fast and Furious 6 (2013) : Elena Neves
  - Fast and Furious 7 (2015) : Elena Neves
  - Fast and Furious 8 (2017) : Elena Neves
  - Horse Soldiers (2018) : Jean Nelson
  - Interceptor (2022) : le capitaine J. J. Collins
  - Carmen (2022) : Gabrielle
- Piper Perabo dans :
  - Treize à la douzaine (2003) : Nora Baker
  - Treize à la douzaine 2 (2005) : Nora Baker
  - Le Dernier Présage (2006) : Deirdre
  - À la recherche de l'homme parfait (2007) : Mae
  - Infectés (2009) : Bobby
  - Looper (2012) : Suzie
- Annabelle Wallis dans :
  - Annabelle (2014) : Mia
  - Grimsby : Agent trop spécial (2016) : Lina Smit
  - Le Roi Arthur : La Légende d'Excalibur (2017) : Maid Maggie
  - La Momie (2017) : Jenny Halsey
  - The Silencing (2020) : la shérif Alice Gustafson
  - Évanouis dans la nuit (2024) : Elena Walgren
- Jenny Slate dans :
  - Brain on Fire (2016) : Margo
  - Le Roi de la polka (2018) : Marla
  - Hotel Artemis (2018) : Morgan
  - I Want You Back (en) (2022) : Emma
  - Jamais plus (2024) : Allysa
  - The Electric State (2025) : Penny Pale (voix)
- Natasha Lyonne dans :
  - Drôles de Papous (1998) : Shelly Krippendorf
  - Handsome : Une comédie policière Netflix (2017) : l'inspecteur Fleur Scozzari
  - Ad Astra (2019) : Tanya Pincus
  - Billie Holiday, une affaire d'État (2021) : Tallulah Bankhead
- Brittany Murphy dans :
  - 8 Mile (2002) : Alex
  - Mon chien, ce héros (2003) : Nelly
  - Sin City (2005) : Shellie
  - Love (et ses petits désastres) (2006) : Emily « Jacks » Jackson
- Julia Stiles dans :
  - Le Sourire de Mona Lisa (2003) : Joan Brandwyn
  - Happiness Therapy (2013) : Veronica
  - Queens (2019) : Elizabeth
- Isla Fisher dans :
  - Serial noceurs (2005) : Gloria Cleary
  - The Lookout (2007) : Luvlee
  - Insaisissables (2013) : Henley Reeves
- Keke Palmer dans :
  - Akeelah (2006) : Akeelah
  - Affaire de femmes (2006) : Nikki
  - Le Psy d'Hollywood (2009) : Jemma
- Olivia Taylor Dudley dans :
  - Chroniques de Tchernobyl (2012) : Natalie
  - Les Dossiers secrets du Vatican (2014) : Angela Holmes
  - Paranormal Activity 5 : Ghost Dimension (2015) : Skyler
- Meredith Hagner (en) dans :
  - Nos pires amis (en) (2021) : Kyla
  - Nos pires amis 2 (2023) : Kyla
  - Vous êtes cordialement invités (2025) : Neve
- Thora Birch dans :
  - Paradise (1991) : Billie Pike
  - Jeux de guerre (1992) : Sally Ryan
- Kate Hudson dans :
  - Presque célèbre (2000[n 1]) : Penny Lane
  - Glass Onion : Une histoire à couteaux tirés (2022) : Birdie Jay
- Heather Matarazzo dans :
  - Princesse malgré elle (2001) : Lilly Moscovitz
  - Un mariage de princesse (2004) : Lilly Moscovitz
- Maggie Gyllenhaal dans :
  - Écarts de conduite (2001) : Amelia Forrester
  - Away We Go (2009) : LN
- Sidonie von Krosigk dans :
  - Bibi Blocksberg, l'apprentie sorcière (2002) : Bibi Blocksberg
  - Bibi Blocksberg et le Secret des chouettes bleues (2004) : Bibi Bloksberg
- Aimee Garcia dans :
  - Dirty (2005) : Rita
  - Christmas with You (en) (2022) : Angelina
- Vanessa Branch dans :
  - Pirates des Caraïbes : Le Secret du coffre maudit (2006) : Giselle
  - Pirates des Caraïbes : Jusqu'au bout du monde (2007) : Giselle
- Kat Dennings dans :
  - Big Mamma 2 (2006) : Molly
  - Defendor (2009) : Kat Debrofkowitz
- Kristin Chenoweth dans :
  - La Panthère rose (2006) : Cherie
  - Family Weekend (en) (2013) : Samantha Smith-Dungy
- Anna Faris dans :
  - Smiley Face (2007) : Jane F.
  - My Movie Project (2013) : Vanessa
- Lucy Punch dans :
  - Vous allez rencontrer un bel et sombre inconnu (2010) : Charmaine
  - Les Derniers Affranchis (2012) : Wendy
- Adrianne Palicki dans :
  - L'Aube rouge (2012) : Toni Walsh
  - John Wick (2014) : Mme Perkins
- Billie Lourd dans :
  - Star Wars, épisode VIII : Les Derniers Jedi (2017) : Kaydel Ko Connix
  - Star Wars, épisode IX : L'Ascension de Skywalker (2019) : Kaydel Ko Connix
- Aimee Carrero dans :
  - Holidate (2020) : Carly
  - Spirited : L'Esprit de Noël (2022) : Nora
- 1995 : Orky : Ashley Black (Sarah Wayne)
- 1998 : Little Voice : Laura Hoff (Jane Horrocks)
- 1999 : Carrie 2 : Monica Jones (Rachel Blanchard)
- 1999 : Drive Me Crazy : Nicole Maris (Melissa Joan Hart)
- 1999 : Virgin Suicides : Therese Lisbon (Leslie Hayman)
- 2000 : Pitch Black : Jack (Rhiana Griffith (en))
- 2001 : Diablesse : Sandy Perkus (Amanda Detmer)
- 2001 : Drive Me Crazy : Nicole Maris (Melissa Joan Hart)
- 2002 : Resident Evil : la Reine Rouge (Michaela Dicker)
- 2002 : Yossi et Jagger : Goldie (Hani Furstenberg (en))
- 2002 : Ali G : Julie (Kellie Bright (en))
- 2003 : Paycheck : Maya-Rachel (Ivana Miličević)
- 2003 : Un aller pour l'enfer : Jessica Hopper (Sara Malakul Lane)
- 2004 : The Girl Next Door : Ferrari (Lee Sung-hi)
- 2004 : Million Dollar Baby : Mardell Fitzgerald (Riki Lindhome)
- 2004 : Les Notes parfaites : Francesca Curtis (Scarlett Johansson)
- 2004 : Ray : Aretha Robinson (Sharon Warren (en))
- 2005 : American Pie Présente : No Limit! : Elyse (Arielle Kebbel)
- 2005 : Les Frères Grimm : Sasha (Laura Greenwood (en))
- 2005 : Sa mère ou moi ! : Tanya Murphy (Stephanie Turner)
- 2005 : Jarhead : La Fin de l'innocence : Kristina (Brianne Davis (en))
- 2006 : Stick It : Haley Graham (Missy Peregrym)
- 2006 : Alpha Dog : Susan Hartunian (Dominique Swain)
- 2006 : Les Fils de l'homme : Kee (Clare-Hope Ashitey)
- 2006 : Destination finale 3 : Ashley Freund (Chelan Simmons)
- 2006 : La colline a des yeux : Brenda Carter (Emilie de Ravin)
- 2006 : Rocky Balboa : Angie (Angelyna Martinez-Boyd)
- 2007 : Resident Evil: Extinction : la Reine Blanche (Madeline Carroll)
- 2007 : Écrire pour exister : Victoria (Giovonnie Samuels (en))
- 2007 : Catacombes (en) : Carolyn (Alecia « Pink » Hart)
- 2008 : Un mariage de rêve : Marion Whittaker (Katherine Parkinson)
- 2008 : Chapitre 27 : Jude (Lindsay Lohan)
- 2008 : Swing Vote : La Voix du cœur : Molly Johnson (Madeline Carroll)
- 2008 : Assassinat d'un président : Sam Landis (Tanya Fischer (es))
- 2008 : Killshot : Donna (Rosario Dawson)
- 2008 : Appaloosa : Allie French (Renée Zellweger)
- 2009 : Prédictions : Grace Koestler (Nadia Townsend)
- 2009 : 17 ans encore : la principale Jane Materson (Melora Hardin)
- 2009 : Dark Country (en) : Gina (Lauren German)
- 2009 : Last Chance for Love : Oonagh (Bronagh Gallagher)
- 2010 : Biutiful : Marambra (Maricel Álvarez (es))
- 2010 : Territoires : Michelle Harris (Cristina Rosato)
- 2010 : Demain, quand la guerre a commencé : Ellie Linton (Caitlin Stasey)
- 2011 : Bienvenue à Monte-Carlo : Emma Danielle Perkins (Katie Cassidy)
- 2012 : Resident Evil: Retribution : la Reine rouge (Megan Charpentier)
- 2013 : Horns : Glenna Shepherd (Kelli Garner)
- 2013 : Le Mariage de l'année, 10 ans après : Shelby (Melissa De Sousa (en))
- 2014 : Northern Soul : Angela (Antonia Thomas)
- 2014 : Autómata : Rachel Vaucan (Birgitte Hjort Sørensen)
- 2016 : Resident Evil : Chapitre final : la Reine rouge / Alicia Marcus jeune (Ever Anderson)
- 2017 : Very Bad Dads 2 : Dylan Mayron (Owen Vaccaro (en))
- 2017 : The Disaster Artist : Erin (Lauren Ash)
- 2018 : Ghostland : Verra Keller adulte (Anastasia Phillips (en))
- 2018 : The Guilty : Iben (Jessica Dinnage)
- 2018 : Carnage chez les Puppets : Robin (Fortune Feimster)
- 2018 : Death Race: Anarchy : Jane (Christine Marzano)
- 2019 : In the Shadow of the Moon : Rya (Cleopatra Coleman)
- 2019 : Love Again : Abigail (Janice LeAnn Brown)
- 2021 : Redemption Day : Kate Paxton (Serinda Swan)
- 2022 : La Bulle : Susan Howard (Donna Air)
- 2022 : Don't Worry Darling : une mannequin [Qui ?]
- 2022 : Le Mauvais Esprit d'Halloween : Sydney Gordon (Priah Ferguson)
- 2022 : Blacklight : Natalie Block (Gabriella Sengos)
- 2023 : La Petite Sirène : Eurêka (Awkwafina)[5] (voix)
- 2023 : La Maison du mal : Sarah (Debra Wilson) (voix)
- 2023 : Sheroes (en) : Ryder (Wallis Day)
- 2023 : Dumb Money : Harmony Williams (Talia Ryder)
- 2024 : Blue et Compagnie : Ally le crocodile (Maya Rudolph) (voix)
- 2024 : Unis même après la mort (en) : Gemma (Aisling Bea)
- 2024 : Blitz : Tilda (Hayley Squires)
- 2025 : L'Ombre d'Emily 2 : l'agent Irene Walker (Taylor Ortega)

#### Films d'animation
- 1998 : Le Roi lion 2 : Vitani jeune[n 2]
- 1999 : Bartok le Magnifique : Piloff[n 3]
- 2000 : Digimon, le film : Yolei et Cody
- 2000 : Alvin et les Chipmunks contre le loup-garou : Jeanette
- 2001 : La Trompette magique : Sam Beaver
- 2002 : Madeline et le Roi : Yvette et Juliette
- 2002 : La Princesse au petit pois : Hildegarde
- 2003 : Bionicle : Le Masque de Lumière : Hahli
- 2003 : Frère des ours : l'ourse amoureuse
- 2003 : Barbie et le Lac des cygnes : Odile[n 4]
- 2004 : Bob l'éponge, le film : Mindy (version alternative)[n 5]
- 2004 : Les Indestructibles : Kari, la baby-sitter
- 2005 : Barbie et le Cheval magique : Rose
- 2006 : The Wild : le bébé hippopotame
- 2007 : Bee Movie : Drôle d'abeille : Vanessa[n 6]
- 2007 : Tous à l'Ouest : Miss Littletown (création de voix)
- 2007 : Reviens, Garfield ! : Arlène
- 2008 : Next Avengers: Heroes of Tomorrow : Henry Pym Jr.
- 2009 : La Princesse et la Grenouille : Charlotte adulte
- 2009[n 7] : Evangelion: 2.0 You Can (Not) Advance : ?
- 2011 : Tout conte fait : Princesse (court-métrage ESMA)
- 2012 : Les Mondes de Ralph : Vanellope von Schweetz[n 8]
- 2012[n 7] : Evangelion: 3.0 You Can (Not) Redo : ?
- 2014 : Opération Casse-noisette : Jamie
- 2014 : Les Moomins sur la Riviera : Little My
- 2016 : Comme des bêtes : Gidget[n 9]
- 2016 : Lego DC Comics Super Heroes: Justice League : S'évader de Gotham City : Harley Quinn
- 2017 : Opération Casse-noisette 2 : Jamie
- 2018 : Ralph 2.0 : Vanellope von Schweetz[n 8]
- 2019 : La Grande Aventure Lego 2 : Harley Quinn[n 10]
- 2019 : Comme des bêtes 2 : Gidget[n 9]
- 2019[n 11] : Konosuba, le film : Legend of Crimson : Sylvia
- 2020 : Soul : voix additionnelles
- 2021 : Princesse Dragon : Zéphir et Roc (création de voix)
- 2023 : Super Mario Bros. le film : un Toad
- 2023 : Nimona : Coriander Cavaverish et un enfant
- 2023 : Wish, Asha et la bonne étoile : l'oiseau qui chante
- 2024 : Vice-versa 2 : Anxiété[6],[n 12]

### Télévision

#### Téléfilms
- Lacey Chabert dans (19 téléfilms) :
  - Pour que la vie continue... (2004) : Brooke Ellison
  - Le Bébé de l'infidélité (2006) : Tiffany
  - La Fille de l'ascenseur (2010) : Liberty Taylor
  - Mon père Noël bien-aimé (2012) : Mélanie Hogan
  - Un Noël de Princesse (2014) : Emily Taylor
  - Mon beau sapin (2014) : Molly Logan
  - Une maison pour deux (2015) : Jenny Fintley
  - Une famille pour Noël (2015) : Hanna Dunbar
  - L'Aventure à deux (2017) : Jenny Fintley
  - L'Aventure à deux : Le Mariage (2018) : Jenny Fintley
  - Mon amoureux secret (2018) : Chloe Grange
  - Coup de cœur sauvage (2018) : Kira Slater
  - Mystères croisés : Signature mortelle (2019) : Tess Harper
  - Mystères croisés : Voulez-vous m'épouser ? (2019) : Tess Harper
  - Love, Romance and Chocolate (2019) : Emma Colvin
  - Mystères croisées : Le manoir de tous les secrets (2020) : Tess Harper
  - L'amour revient toujours à Noël (2020) : Sarah Thomas
  - Un hiver romantique (2020) : Chelsea
  - Sweet Carolina (2021) : Josie Wilder
- Mary-Kate Olsen dans (4 téléfilms) :
  - Sarah et Julie n'en font qu'à leur tête (1992) : Sarah Thompson
  - Doubles jumelles, doubles problèmes (1993) : Kelly Farmer / Tante Sofia jeune
  - Deux jumelles dans l'Ouest (1994) : Susie Martin
  - Tel père, telles filles (1999) : Samantha « Sam » Stanton
- Ashley Olsen dans (4 téléfilms) :
  - Sarah et Julie n'en font qu'à leur tête (1992) : Julie Thompson
  - Doubles jumelles, doubles problèmes (1993) : Lynn Farmer / Tante Agatha jeune
  - Deux jumelles dans l'Ouest (1994) : Jessica Martin
  - Tel père, telles filles (1999) : Emma Stanton
- Adrienne Bailon dans (4 téléfilms) :
  - Les Cheetah Girls (2003) : Chanel
  - La Terre sacrée des bisons (en) (2005) : Domino
  - Les Cheetah Girls 2 (2006) : Chanel
  - Les Cheetah Girls : Un monde unique (2008) : Chanel
- Kirsten Storms dans :
  - Zenon, la fille du 21e siècle (1999) : Zenon Kar
  - Zenon et les Aliens (2001) : Zenon Kar
  - Zenon et la Déesse de la Lune (2004) : Zenon Kar
- Jennifer Finnigan dans :
  - Seule face à l'injustice (2009) : Nicole Alpern
  - La Dernière Énigme (2010) : Claire de la Forêt
  - Le Mariage de ma meilleure amie (2010) : Claire de la Forêt
- Lindy Booth dans :
  - Cyclone Catégorie 7 : Tempête mondiale (2005) : Bridgid
  - Les Amoureux de Noël (2005) : Ellen
- Keke Palmer dans :
  - Jump in! (2007) : Mary
  - Grease: Live! (2016) : Marty Maraschino
- Mira Bartuschek dans :
  - La Montagne du silence (2011) : Johanna
  - Journal intime d'un prince charmant (2013) : Anne
- Kimberly-Sue Murray dans :
  - L'Art de tomber amoureux (2019) : Vanessa
  - Guide de survie pour fille amoureuse (2021) : Charlotte
- 1998 : Miracle à minuit : Else Koster (Nicola Mycroft)
- 1999 : Le Tourbillon des souvenirs : Jenna Stewart (Amanda Barfield)
- 2000 : Les Filles de l'océan : Lanea (Joy Magelssen)
- 2002 : Cadet Kelly : Kelly Collins (Hilary Duff)
- 2002 : Opération Walker : Lexi (Lindsay Lohan)
- 2002 : La reine des neiges : la fille des brigands (Meghan Black)
- 2003 : La montagne en colère : Melanie Fraser (Emily Barclay)
- 2004 : À la dérive : Hannah Vogul (Alexis Dziena)
- 2006 : Les Sœurs Callum : Courtney Callum (Amanda Michalka)
- 2007 : Anna Nicole Smith : Destin tragique : Anna Nicole Smith (Willa Ford)
- 2008 : Mariage dangereux : Teresa (Sonja Bennett)
- 2009 : Secousse sismique : Dr Amy Lane (Brittany Murphy)
- 2009 : American Girls 5 : Que la meilleure gagne ! : Treyvonetta (Gabrielle Dennis)
- 2009 : Le Tour d'écrou : Ann (Michelle Dockery)
- 2010 : Le Pacte de grossesse : Sara Dougan (Madisen Beaty)
- 2013 : Anna Nicole : Star déchue : Anna Nicole Smith (Agnes Bruckner)
- 2014 : Fleming : L'Homme qui voulait être James Bond : Muriel Wright (Annabelle Wallis)
- 2015 : Les 12 Cadeaux de Noël : Yvonne Carlson (Alesandra Durham)
- 2018 : Un enfant diabolique : Jack (Tucker Meek)
- 2019 : Une romance sans fin : Emily (Kassandra Clementi)

#### Téléfilms d'animation
- 2007 : Reviens, Garfield ! : Arlène
- 2023 : South Park: Joining the Panderverse (en) : Cartman femme

#### Séries télévisées
- Lindsay Pulsipher dans (8 séries) :
  - True Blood (2011) : Crystal Norris (2e voix, saison 4)
  - Hatfields and McCoys (2012) : Roseanna McCoy (mini-série)
  - New York, unité spéciale (2012) : Kim Rollins (saison 14, épisode 6)
  - Justified (2013) : Cassie St. Cyr (saison 4)
  - Perception (2013) : Kendra Murphy (saison 2, épisodes 9 et 10)
  - Esprits criminels (2015) : Estelle Cosgrove (saison 10, épisode 12)
  - Scorpion (2017) : Michelle Bannister (saison 3, épisode 23)
  - Magnum (2022) : Izzy (saison 4, épisode 11)
- Mary-Kate Olsen dans (7 séries) :
  - Les Aventures de Mary-Kate et Ashley (1994-1997) : Mary-Kate Olsen
  - Les jumelles font la fête (en) (1995-2000) : Mary-Kate Olsen
  - Les jumelles s'en mêlent (1998-1999) : Mary-Kate Burke
  - Sept à la maison (2000) : Carol Murphy (saison 5, épisode 8)
  - Totalement jumelles (2001-2002) : Riley Carlson (26 épisodes)
  - Weeds (2007) : Tara Lindman (saison 3)
  - Samantha qui ? (2008) : Karen McNeicep (saison 2, épisode 5)
- Mamie Gummer dans (6 séries) :
  - The Good Wife (2010-2015) : Nancy Crozier (8 épisodes)
  - Dr Emily Owens (2012-2013) : Dr Emily Owens (13 épisodes)
  - Elementary (2014) : Margaret Bray (saison 3, épisode 6)
  - The Good Fight (2018 / 2021) : Nancy Crozier (saison 2, épisode 4 et saison 5, épisode 4)
  - True Detective (2019) : Lucy Purcell (saison 3)
  - L'Étoffe des héros (2020) : Jerrie Cobb (épisode 5)
- Ashley Olsen dans (5 séries) :
  - Les Aventures de Mary-Kate et Ashley (1994-1997) : Ashley Olsen
  - Les jumelles font la fête (en) (1995-2000) : Ashley Olsen
  - Les jumelles s'en mêlent (1998-1999) : Ashley Burke
  - Sept à la maison (2000) : Sue Murphy (saison 5, épisode 8)
  - Totalement jumelles (2001-2002) : Chloe Carlson (26 épisodes)
- Jenny Slate dans (5 séries) :
  - Hello Ladies (2013) : Amelia Gordon (4 épisodes)
  - Parks and Recreation (2013-2015) : Mona-Lisa (10 épisodes)
  - Brooklyn Nine-Nine (2014) : Bianca (saison 2, épisode 1)
  - Allô la Terre, ici Ned (en) (2020) : Jenny Slate (épisode 5)
  - Dying for Sex (2025) : Nikki (mini-série)
- Jennifer Finnigan dans (4 séries) :
  - Amour, Gloire et Beauté (2000-2004) : Bridget Forrester #4 (501 épisodes)
  - Preuve à l'appui (2004) : Devan Maguire (10 épisodes)
  - Dead Zone (2005) : Alex Sinclair (2 épisodes)
  - Close to Home : Juste Cause (2005-2007) : Annabelle Chase (43 épisodes)
- Rachel Miner dans (4 séries) :
  - Californication (2007-2008) : Dani California (12 épisodes)
  - Terriers (2010) : Eleanor Gosney (épisodes 1 et 13)
  - Super Hero Family (2010) : Rebecca Jesup (épisode 5)
  - Sons of Anarchy (2011) : Dawn « Margaux » Trager (3 épisodes)
- Erin Way (en) dans (4 séries) :
  - Detroit 1-8-7 (2010-2011) : Wendy Chapin-Lomeister (6 épisodes)
  - Mentalist (2014) : Avery Schultz (saison 6, épisode 12)
  - Warehouse 13 (2014) : Katarina (saison 5, épisode 3)
  - Rizzoli and Isles (2015) : Sarah Evans (saison 6, épisode 10)
- Gillian Alexy (en) dans (4 séries) :
  - Damages (2012) : Gitta Novak (saison 5)
  - The Americans (2013-2015) : Annelise (4 épisodes)
  - Royal Pains (2014-2015) : Charlotte (5 épisodes)
  - NCIS : Nouvelle-Orléans (2015) : Savannah Kelly (saison 1)
- Shar Jackson dans :
  - Moesha (1996-2001) : Niecy Jackson (122 épisodes)
  - Clueless (1999) : Niecy Jackson (saison 3, épisode 20)
  - Les Parker (2000) : Niecy Jackson (saison 7, épisodes 1 et 2)
- Megan Henning (en) dans :
  - Sept à la maison (2004-2005) : Meredith Davies (11 épisodes)
  - Grey's Anatomy (2009) : Willow Zelman (saison 5, épisode 20)
  - Ghost Whisperer (2010) : Lane Dokes (saison 5, épisode 13)
- Adrianne Palicki dans :
  - Friday Night Lights (2006-2011) : Tyra Collette (52 épisodes)
  - Supernatural (2005-2007) : Jessica Moore (4 épisodes)
  - Esprits criminels (2011) : Sydney Manning (saison 6, épisode 13)
- Jaimie Alexander dans :
  - Kyle XY (2007-2009) : Jessi Hollander (33 épisodes)
  - Bones (2009) : Molly Briggs (saison 4, épisode 23)
  - Perception (2012) : Nicky Atkins (saison 1, épisode 5)
- Birgitte Hjort Sørensen dans :
  - Borgen, une femme au pouvoir (2010-2013 / 2022) : Katrine Fønsmark (38 épisodes)
  - Miss Marple (2013) : Greta Anderson (saison 6, épisode 3)
  - Inspecteur Barnaby (2014) : Anna Degn (saison 16, épisode 5)
- Piper Perabo dans :
  - Go On (2013) : Simone (4 épisodes)
  - The Big Leap (en) (2021) : Paula Clark (11 épisodes)
  - Butterfly (en) (2025) : Juno
- Isla Fisher dans :
  - Bored to Death (2011) : Rose Hiney (saison 3, épisodes 7 et 8)
  - Angie Tribeca (2018) : Lana Bobanna (saison 4, épisode 2)
  - Wolf Like Me (2022-2023) : Mary (13 épisodes)
- Sara Paxton dans :
  - Summerland (2004) : Sarah Borden (5 épisodes)
  - Les Sorciers de Waverly Place (2008) : Millie (saison 1, épisode 18)
- Vail Bloom dans :
  - Les Feux de l'amour (2007-2010) : Heather Stevens #1 (215 épisodes)
  - Castle (2013) : Tiffany Shaw (saison 5, épisode 12)
- Nicole Richie dans :
  - Chuck (2008 / 2010) : Heather Chandler (saison 2, épisode 4 et saison 4, épisode 3)
  - Grace et Frankie (2019) : Kareena G (saison 5, épisode 2)
- Jen Landon (en) dans :
  - Les Feux de l'amour (2012 / 2022) : Heather Stevens #3 (29 épisodes)
  - Yellowstone (2020-2024) : Teeter (33 épisodes)
- Kelen Coleman (en) dans :
  - Les McCarthy (2014-2015) : Jackie McCarthy (15 épisodes)
  - Big Little Lies (2017-2019) : Harper Stimson (10 épisodes)
- Julia Stiles dans :
  - The Mindy Project (2014-2015) : Dr Jessica Lieberstein (saison 3)
  - Le Lac (2022-2023) : Maisy-May Lin (16 épisodes)
- Linzee Barclay dans :
  - Reign : Le Destin d'une reine (2015) : Sharlene (saison 2)
  - Les Enquêtes de Murdoch (2016) : Mme Bessie Fellowes (saison 10, épisode 7)
- Elizabeth Alderfer (en) dans :
  - Forever (2015) : Lydia (épisode 15)
  - Bull (2019) : Whitney Holland (saison 4, épisode 2)
- Priah Ferguson dans :
  - Stranger Things (depuis 2017) : Erica Sinclair
  - Bluff City Law (2019) : Erika (épisode 5)
- Wallis Day dans :
  - Krypton (2018-2019) : Nyssa-Vex (20 épisodes)
  - Sex/Life (2023) : Gigi (saison 2)
- Aisling Bea dans :
  - Living with Yourself (2019) : Kate Elliot (8 épisodes)
  - This Way Up (en) (2019-2021) : Aine (12 épisodes)
- Annie Murphy dans :
  - Kevin Can F**k Himself (en) (2021-2022) : Allison McRoberts (16 épisodes)
  - Poupée russe (2022) : Ruth Brenner (1982) (saison 2)

- 1977[n 13] : Le Muppet Show : elle-même (Bernadette Peters) (saison 2, épisode 12)
- 1993-1997 : Cooper et nous : Nicole Lee (Raven-Symoné) (79 épisodes)
- 1994-2000 : La Vie à cinq : Claudia Salinger (Lacey Chabert) (142 épisodes)
- 1997-1998 : Beetleborgs : Jo McCormick (Brittany Konarzewski) (50 épisodes)
- 1997-2011 : Amour, Gloire et Beauté : Bridget Forrester #3 #5 #6 (Agnes Bruckner, Emily Harrison (en) puis Ashley Jones) (1re voix)
- 1999-2001 : La Double Vie d'Eddie McDowd : Gwen Taylor (Morgan Kibby (en)) (21 épisodes)
- 1999-2007 : New York, unité spéciale : Maureen Stabler (Erin Broderick) (13 épisodes)
- 2001 : Friends : Dina Tribbiani (Marla Sokoloff) (saison 8, épisode 10)
- 2001-2003 : Malcolm : Nikki (Reagan Dale Neis (en)) (5 épisodes)
- 2001-2004 : Et alors ? : Suzanne « Sooz » Lee (Emily Corrie (en)) (76 épisodes)
- 2002 : Urgences : Stacy Miller (Jeanette Brox) (saison 8, épisode 13)
- 2002-2003 : The Shield : Eric (Clay Cooper) (saison 1, épisode 6), Tulipe (Nichole Hiltz) (saison 1, épisode 10 et saison 2, épisode 7) et Gerard (Shawn H. Smith) (saison 2, épisode 6)
- 2003-2006 : Roméo ! : Gary Miller (Zachary Isaiah Williams) (49 épisodes)
- 2005 : Les 4400 : Liv (Lindy Booth) (saison 2)
- 2005-2007 : Du côté de chez Fran : Allison Reeves (Misti Traya (en)) (26 épisodes)
- 2006 : Newport Beach : Chloé (Nicole Garza) (saison 3, épisode 21)
- 2006-2008 : Ghost Whisperer : Caitlin Emerson (Vanessa Lengies) (saison 1, épisode 20), Jordan Lucas (Ellen Woglom) (saison 4, épisode 8) et Allison (Jamie Silberhartz (en)) (saison 4, épisode 9)
- 2007 : Rome : Jocaste (Camilla Rutherford) (saison 2)
- 2008 : Raison et Sentiments : Elinor Dashwood (Hattie Morahan) (mini-série)
- 2008 : Cashmere Mafia : Brooke Adaire (Anna Camp) (épisode 1)
- 2008 / 2014 : How I Met Your Mother : Nora (Danneel Ackles) (saison 4, épisode 5) et Penny Mosby (Lyndsy Fonseca) (2e voix, épisode final)
- 2009 : Bones : Alyssa Howland (Kayla Ewell) (saison 4, épisode 16)
- 2009 : Dr House : Dana Miller (Judith Scott) (saison 5, épisode 14)
- 2009-2012 : 90210 Beverly Hills : Nouvelle Génération : Jen Clark (Sara Foster) (23 épisodes)
- 2009-2017 : Vampire Diaries : Lexi Branson (Arielle Kebbel) (9 épisodes)
- 2010-2011 : Les Feux de l'amour : Heather Stevens #2 (Eden Riegel) (126 épisodes)
- 2011-2012 : Breakout Kings : Erica Reed (Serinda Swan) (22 épisodes)
- 2011-2012 : Body of Proof : Zoe Brant (Crystal Bowersox) (saison 2, épisode 6) et Tanya Raymond (Tomi Townsend) (saison 2, épisode 13)
- 2012 : Missing : Au cœur du complot : Oksana (Tereza Voříšková (cs)) (8 épisodes)
- 2013-2014 : Glee : Dani (Demi Lovato) (saison 5)
- 2013-2014 : Super Fun Night : Marika (Lauren Ash) (17 épisodes)
- 2013-2017 : Vikings : Helga (Maude Hirst) (39 épisodes)
- 2014 : The Honourable Woman : Atika Halibi (Lubna Azabal) (mini-série)
- 2014 : Journal d'une ado hors norme : Victoria « Vicky » (Jodie Hamblet (en)) (saison 2)
- 2014-2017 : Kingdom : Lisa Prince (Kiele Sanchez) (40 épisodes)
- 2014-2018 : Meurtres à Sandhamn : Vera Skold (Saga Samuelsson) (8 épisodes)
- 2015 : Show Me a Hero : Elaine Henderson (Kia Goodwin (en)) (mini-série)
- 2015 : The Team : Kit Ekdal (Ida Engvoll) (saison 1)
- 2015 : Downton Abbey : Rita Bevan (Nichola Burley) (saison 6, épisode 1)
- 2015-2016 : Between : Macalister [Qui ?]
- 2016 : Guerre et Paix : Petya Rostov enfant (Kit Connor) (mini-série)
- 2016 : Devious Maids : Josefina Mercado (Elizabeth Rodriguez) (saison 4, épisodes 4 et 5)
- 2016-2018 : The Royals : Rosie (Sarah Armstrong) (12 épisodes)
- 2016-2018 : Insecure : Kitty (Veronica Mannion) (10 épisodes)
- 2016-2020 : The Ranch : Maria (Laura Vallejo) (37 épisodes)
- 2016-2021 : Lucifer : Ella Lopez (Aimee Garcia) (72 épisodes)
- 2017 : Outcast : l'officier Nuñez (Briana Venskus) (saison 2)
- 2017 : Shots Fired : Kerry Beck (Clare-Hope Ashitey) (mini-série)
- 2017 : Younger : Montana (Meredith Hagner (en)) (saison 4)
- 2017-2018 : Appartements 9JKL : Ian (Albert Tsai (en))
- 2017-2021 : American Housewife : Maria (Julie Meyer) (14 épisodes)
- 2017-2023 : La Fabuleuse Madame Maisel : Imogene Cleary (Bailey De Young) (20 épisodes)
- 2018 : Quantico : Maisie Doyle (Lilly Englert (en)) (saison 3)
- 2018 : Just Add Magic : Jill (Sprague Grayden) (saison 2)
- 2018 : Hard Sun : Owen (Cameron King)
- 2018 : S.W.A.T. : April Bagley (Hana Hayes) (saison 1, épisode 5)
- 2019 : The Passage : Dr Lila Kyle (Emmanuelle Chriqui)
- 2019 : V Wars : Danika Dubov (Kimberly-Sue Murray) (9 épisodes)
- 2019 : The Loudest Voice : Laurie Luhn (Annabelle Wallis) (mini-série)
- 2019-2021 : Hierro : Candela Montes (Candela Peña) (14 épisodes)
- 2019-2022 : Comment élever un super-héros : Dion Warren (Ja'Siah Young) (17 épisodes)
- 2019-2023 : Truth Be Told : Le Poison de la vérité : Desiree Scoville (Tracie Thoms) (25 épisodes)
- 2020 : Helpsters : Toni (Indya Moore) (saison 2, épisode 13)
- 2020 : Avenue 5 : Lori Hernandez (Priyanga Burford (en)) (5 épisodes)
- 2020 : Young Sheldon : la femme au match de baseball (Krishna Smitha) (saison 4, épisode 2)
- 2020 : Tommy (en) : Kate Jones (Olivia Lucy Phillip) (12 épisodes)
- 2020 : Good Doctor : Kayley Parker (Chelsea Alden (en)) (saison 3, épisode 14)
- 2020 : Défendre Jacob : Lita McGrath (Therese Plaehn)
- 2020-2021 : Miracle Workers : Mary Boulanger (Jessica Lowe) (5 épisodes)
- 2020-2021 : Home Before Dark : Dr Lucy Fife (Aubrey Arnason) (8 épisodes)
- 2020-2022 : Snowpiercer : Miles (Jaylin Fletcher) (11 épisodes)
- 2021 : Cobra Kai : Vanessa Larusso (Julia Macchio) (saison 4, épisode 8, saison 5, épisode 9 et saison 6, épisode 11)
- 2021 : Big Sky : Rachel Westergaard (Sara Canning) (saison 1, épisodes 8 et 9)
- 2021 : Panic : Sherri Nill (Rachel Bay Jones (en)) (6 épisodes)
- 2021 : iCarly : ? (?)
- 2021-2024 : Sweet Tooth : Rebecca « Becky » Walker / « Ours » (Stefania LaVie Owen) (24 épisodes)
- 2022 : Les Derniers Jours de Ptolemy Grey : Nina La Fontaine-Lloyd (Charity Jordan) (mini-série)
- 2022 : Mes parrains sont magiques : Encore + magiques : Rachel (Laura Bell Bundy)
- 2022 : The Thing About Pam : Pam Hupp jeune (Emily Topper) (mini-série)
- 2022-2024 : American Horror Story : Dr Hannah Wells (saison 11) et Ashley (saison 12) (Billie Lourd) (2e voix)
- 2022 : Copenhagen Cowboy : Cimona (Valentina Dejanovic)
- 2022 : The Sound of Magic : ? (?)
- 2022 : Périphériques, les mondes de Flynne : Dominika Zubov (Claire Cooper (en)) (3 épisodes)
- 2022-2023 : 61st Street (en) : Jessica Rossi (Rebecca Spence) (12 épisodes)
- 2022-2023 : Our Flag Means Death : Jim Jimenez (Vico Ortiz (en)) (16 épisodes)
- depuis 2022 : Severance : Devon Hale (Jen Tullock)
- 2023 : Vikings: Valhalla : ? (?) (saison 2)
- 2023 : The Idol : Leia (Rachel Sennott)
- 2023 : Les Fleurs sauvages : Candy (Frankie Adams) (mini-série)
- 2024 : Skeleton Crew : le droïde enseignant (Helen Sadler) (épisode 1, voix)

#### Séries d'animation
(avril 2023).
- 1994-1996 : Caroline et ses amis : Caroline
- 1996-2003 : Le Laboratoire de Dexter : Dee Dee
- 1997 : Tom-Tom et Nana : Nana (1er doublage)
- 1998 : Les Lapins Crétins (en) : Bébé Lapin
- 2000-2001 : Digimon Adventure 02 : Yolei et Cody
- 2001-2002 : Cartouche, prince des faubourgs : Fleur d'épine
- 2001-2008 : Billy et Mandy, aventuriers de l'au-delà : Mandy
- 2003-2006 : Kid Paddle : Horace
- 2003-2006 : Martin Mystère : Diana Lombard (création de voix)
- 2006-2007 : Team Galaxy : Kiko (création de voix)
- 2006-2008 : Kuzco, un empereur à l'école : Malina
- 2008-2012 : Eliot Kid : Ketou (création de voix)
- 2010-2018 : Lulu Vroumette : Lulu (création de voix)
- 2010-2023 : Kaeloo : Pretty (création de voix)
- À table les enfants ! : personnages divers
- American Dragon: Jake Long : Tracy Carter
- Archer : Anka Schlotz (saison 2)
- Les As de la jungle : Pakita (épisode Gaffe aux gorilles), Lola et Freddy (voix de remplacement), une loutre (épisode Les deux font la paire) (création de voix)
- Black Jack : Mariko, jeune SDF (OAV, épisode 9)
- Cécile et Kevin : voix diverses
- Club Penguin : Joline Stevens
- Dave le barbare : Furie
- Deco Desi : Lucy
- Ella, Oscar & Hoo : Ella
- L'Épopée temporelle : Iris (création de voix)
- Ernest et Célestine, la collection : Augustin et voix additionnelles (création de voix)
- Franky Snow : Adrénaline (création de voix)
- Hello Kitty : Kitty
- Juniper Lee : Lila la Yéti
- JoJo's Bizarre Adventure : Suzie Q
- Kim Possible : Artie, voix additionnelles
- La Fée Coquillette : Nina (création de voix)
- La Garde du Roi lion : Vitani
- Le Frigo : Charlotte la pomme de terre
- Le Livre de la jungle, souvenirs d'enfance : Mango
- Le Petit Nicolas : Brigitte, la baby-sitter de Nicolas (création de voix - saison 1, épisode 40)
- Les Grandes Grandes Vacances : Gaston Morteau (création de voix)
- Lilo et Stitch, la série : Tracy Carter et Ashley Spinelli
- Looney Tunes Show : Gossamer / voix additionnelles
- MAD : voix diverses
- Manny et ses outils : Chicos
- Oscar et Malika, toujours en retard : Cléo (épisode La Spationaute")
- Paf, le chien : voix additionnelles (création de voix)
- Le Petit Dinosaure : Gobeur
- Phinéas et Ferb : Élisa et voix diverses
- Pop Secret : Loli (création de voix)
- Le Prince des dragons : Naimi-Selari-Nykantia / « Nyx »
- Rémi le Marlou : Colette
- Roi Julian ! L'Élu des lémurs : Tammy, Marianne
- Rolie Polie Olie : Zoé (1re voix)
- She-Ra et les Princesses au pouvoir : Catra et Glacia
- Les Sisters : voix additionnelles (création de voix)
- Scooby-Doo et Compagnie : Halsey (épisode Les souterrains de New York)
- Superman, l'Ange de Metropolis : Supergirl (voix 2)
- Super Bizz ! : Porcia
- T'es où, Chicky ? : Bekky
- Teen Titans : Les Jeunes Titans : Kole
- Thorgal entre les faux dieux (2005) : Kriss de Valnor (création de voix)
- Totally Spies! : Muffy Pepperidge (création de voix)
- Trolls de Troy : Waha (création de voix)
- Unikitty! : voix diverses
- Wakfu : Adamaï (création de voix - saisons 1, 2 et épisodes spéciaux)
- Yakari : Tout-Sucre, Tout-Miel, Noisette et voix additionnelles (création de voix)
- 2017 : Les P'tits Diables : Maëlle (création de voix - 1re voix, saison 3)
- 2017-2022 : Pete the Cat : Sally l'écureuil
- 2018-2019 : Arthur et les Minimoys : Bétamèche (création de voix)
- 2018-2020 : Hilda : David (saisons 1 et 2)
- 2018-2025 : Craig de la crique : Kelsey
- 2019 : Tom-Tom et Nana : Yvonne (création de voix)
- depuis 2019 : Harley Quinn : Dr Harleen Quinzel / Harley Quinn
- 2020 : Moka : Moka (création de voix)
- 2020 : Sardine de l'espace : Sardine (création de voix)
- 2021 : Tara Duncan : Angelica
- 2021 : Coop Troop : Maggie, Agnès et Bertha
- 2022 : Le Cuphead Show ! : Miss Chalice
- 2022 : Le Petit Nicolas : Tous en vacances : Alceste et Gisèle (surnommée Zésèle) (création de voix)
- 2022 : Cyberpunk: Edgerunners : Lucy
- 2022 : La Vie en slip : Simone (création de voix)
- 2022 : Lastman Heroes : Delphine et Bianca (création de voix)
- 2022 : Bugs Bunny Constructeurs : la cousine Billy
- depuis 2022 : Batwheels : Harley Quinn
- depuis 2022 : Spy × Family : Karen
- 2023 : Gustave : divers personnages (création de voix)
- 2023 : Mortelle Adèle : Adèle (création de voix)
- 2024 : Pirate Academy : Finn, Erika et Gustave
- 2024 : Le (2e) Meilleur Hôpital de la Galaxie : Dr Klak[n 14]
- 2025 : Kiff : la banane (saison 2)

### Jeux vidéo
- 2005 : Chicken Little : Abby
- 2009 : La Princesse et la Grenouille : Charlotte
- 2009 : Cars: Race-O-Rama : la première fan-girl
- 2011 : Disney Universe : voix additionnelles
- 2011 : Inazuma Eleven : Célia Hills, Nelly Raimon
- 2012 : Forza Horizon : voix off (radio)
- 2012 : Hitman: Absolution : Layla Stockton
- 2012 : Inazuma Eleven 2 : Célia Hills, Nelly Raimon, Tod Ironside
- 2012 : World of Warcraft: Mists of Pandaria : Sikari, Luisaile et Kasparianne
- 2013 : Disney Infinity : Vanelope Von Schweetz
- 2013 : Inazuma Eleven 3 : Célia Hills, Nelly Raimon, Tod Ironside
- 2014 : Hearthstone : la vierge guerrière, luisaile
- 2014 : The Crew : Alita
- 2015 : Until Dawn : Samantha
- 2015 : Heroes of the Storm : Luisaile et Tracer
- 2015 : Lego Dimensions : Unikitty
- 2016 : Call of Duty: Infinite Warfare : Sally (la bimbo)
- 2016 : Dead Rising 4 : Paula
- 2016 : Dishonored 2 : plusieurs sorcières de Delilah
- 2016 : Ratchet and Clank : Starlene
- 2016 : Rise of the Tomb Raider : Nadia (DLC Baba Yaga: The Temple of the Witch)
- 2016 : Overwatch : Tracer
- 2017 : Dishonored : La Mort de l'Outsider : Jeanette Lee, plusieurs sorcières, plusieurs Aveuglées
- 2017 : Titan Quest: Ragnarök : plusieurs personnages
- 2018 : Fallout 76 : Rosalynn
- 2018 : Darksiders III : voix additionnelles
- 2020 : Final Fantasy VII Remake : voix additionnelles d'enfants
- 2020 : The Dark Pictures Anthology: Little Hope : Taylor / Tanya / Tabitha
- 2021 : Resident Evil Village : Daniela Dimitrescu / la mère
- 2022 : Syberia: The World Before : Katyusha Spiridonova
- 2022 : Cookie Run: Kingdom : Cookie Piment
- 2022 : The Elder Scrolls Online : Braise (DLC High Isle)
- 2022 : Overwatch 2 : Tracer
- 2024 : Apex Legends : Alter

### Fictions audio
- 2017-2018 : L'Épopée temporelle : Iris (adaptée par la suite en dessin animé)
- 2021 : Lanfeust de Troy : Cixi (bande dessinée audio)

### Direction artistique
Dorothée Pousséo est ponctuellement directrice artistique de versions françaises, depuis les années 2000,.
Note : Les dates en italique correspondent aux sorties initiales des films dont Dorothée Pousséo a assuré le redoublage ou le doublage tardif.

#### Films
- 2006 : Admis à tout prix
- 2008 : La Fabuleuse Histoire d'Esther Blueburger (en)
- 2008 : Blonde et dangereuse
- 2008 : Docteur Dolittle 4
- 2010 : Légion : L'Armée des anges
- 2012 : Babymakers
- 2014 : Rob the Mob
- 2014 : Life After Beth
- 2015 : Forsaken : Retour à Fowler City
- 2015 : Don Verdean
- 2015 : Adult Beginners
- 2016 : Les Insoumis
- 2016 : Jarhead 3: The Siege
- 2019[n 15] : Love Again
- 2020 : Merveilles imaginaires
- 2021 : Free Guy
- 2021 : Sweet Girl
- 2022 : Sans issue
- 2022 : Tic et Tac, les rangers du risque
- 2022 : Emergency (en) (avec Delphine Braillon)
- 2022 : Goodnight Mommy
- 2022 : On the Line
- 2022 : Shotgun Wedding
- 2023 : Peter Pan et Wendy (avec Sophie Deschaumes)
- 2023 : Le Manoir hanté
- 2024 : Deadpool et Wolverine
- 2025 : Vous êtes cordialement invités (assistée de Delphine Braillon)
- 2025 : The Gorge
- 2025 : Freaky Friday 2 : Encore dans la peau de ma mère

#### Films d'animation
- 2010 : Batman et Red Hood : Sous le masque rouge
- 2010 : Superman/Batman : Apocalypse
- 2013 : Bella Sara : Les Ailes d'Emma[9]
- 2019 : Playmobil, le film
- 2019[n 16] : Pauvre Toutou !
- 2020 : Voyage vers la Lune
- 2021 : Raya et le Dernier Dragon
- 2021 : La Vingtaine (en) (court métrage)
- 2021 : Nona (en) (court métrage)
- 2022 : Le Monstre des mers
- 2022 : Luck

#### Téléfilms
- 2007 : Johnny Kapahala
- 2010 : Avalon High : Un amour légendaire (avec Véronique Fyon)
- 2012 : L'Amour en 8 leçons
- 2013 : Le Retour des Sorciers : Alex contre Alex (en)
- 2014 : Une inquiétante baby-sitter
- 2015 : Une jeune mère en détresse
- 2015 : Une enseignante troublante
- 2015 : Des miracles en cadeau
- 2016 : Kidnappée

#### Séries télévisées
- 1976-1981[n 17] : Le Muppet Show (avec Jean-Claude Donda et Edgar Givry)
- 2007-2013 : Les Sorciers de Waverly Place
- 2015-2016 : Between
- 2015-2016 : Togetherness
- 2016-2020 : The Ranch
- 2017-2021 : Raven (saisons 1 à 4)
- 2017-2024 : Young Sheldon
- 2019 : Trackers
- 2020-2023 : Dave (saisons 1 et 3 ; avec Claire Guyot sur le 2.1 ; avec Delphine Braillon en saison 3)
- depuis 2020 : Mythic Quest
- 2021 : Eux
- 2021 : Clickbait (mini-série, avec Delphine Braillon)
- 2022 : Peacemaker (avec Delphine Braillon)
- depuis 2022 : La Petite Ferme enchantée
- 2022 : The Terminal List
- 2022 : Pistol (mini-série)
- 2023 : Unprisoned (en)
- 2023 : The Full Monty, la série
- 2023 : High Desert
- 2023 : Le Griffon (mini-série)
- 2024 : Mr. et Mrs. Smith (avec Déborah Perret)
- 2024 : Sunny
- 2024 : Skeleton Crew
- depuis 2024 : Waverly Place : Les Nouveaux Sorciers
- depuis 2024 : Georgie and Mandy's First Marriage

#### Séries d'animation
- 2006-2013 : Manny et ses outils
- 2015-2021 : F Is for Family
- 2016-2017 : Atomic Puppet
- 2017-2020 : Paf, le chien
- 2017-2021 : La Bande à Picsou
- depuis 2017 : Les Sisters
- 2018 : Psammy et nous (avec Nathalie Homs)
- 2019 : Rilakkuma et Kaoru
- 2019-2021 : Power Players (avec Olivia Luccioni)
- 2020-2022 : Duncanville
- 2021 : Centaurworld (en)
- 2022 : Les Aventures de Rilakkuma au parc d'attractions
- 2022 : Poulette pipelette (en) (avec Delphine Braillon)
- 2024 : Comment ratatiner ?

#### Jeux vidéo
- 2009 : Cars: Race-O-Rama
- 2011 : Tron: Evolution
- 2011 : Cars 2

## Voix off

### Radio

#### Annonces et jingles
- Contact FM
- Le 6/9
- Nostalgie (depuis janvier 2023)

#### Animatrice
- NRJ :
  - Magloire dans la radio (co-animation, 2004-2005)

### Télévision

#### Présentation des programmes
- Disney Channel
- Disney XD
- Boomerang

### Publicités
- My Scene
- Pixel Chix
- Playmobil
- Saugella
- Sephora
- Parc Astérix
- Restaurant Pirates Paradise
- Le Secret de Wakany : présentatrice TV (doublage)
- SFR (Black Friday - radio)
- MAAF (radio)
- Igral
- Grillon d'or (2025)

## Discographie
- 2018 : participation à l'album d'Aldebert Enfantillages, les 10 ans sur le titre Poussez-vous les moches ! - voix de Mortelle Adèle
- 2021 : album Mortelle Adèle - Show Bizarre - voix d'Adèle sur la quasi-totalité des titres
- 2022 : album 365 jours pour être sage - voix d'Adèle sur la quasi-totalité des titres